# Heniocha
Heniocha is een geslacht van vlinders uit de familie van de nachtpauwogen (Saturniidae), onderfamilie Saturniinae.

## Soorten
- Heniocha apollonia (Cramer, 1782)
- Heniocha digennaroi Bouyer, 2008
- Heniocha distincta Bryk, 1939
- Heniocha dyops (Maassen, 1872)
- Heniocha hassoni Bouyer, 2008
- Heniocha marnois (Rogenhofer, 1891)
- Heniocha pudorosa Darge, 2005
- Heniocha vingerhoedti Bouyer, 1992
- Heniocha werneri Bouyer, 2001